# Euthycera flavostriata
Euthycera flavostriata är en tvåvingeart som först beskrevs av Villeneuve 1912.  Euthycera flavostriata ingår i släktet Euthycera och familjen kärrflugor. Inga underarter finns listade i Catalogue of Life.